# Heliconia acuminata
Heliconia acuminata là một loài thực vật có hoa trong họ Heliconiaceae. Loài này được A.Rich. mô tả khoa học đầu tiên năm 1831.